# Hexatoma perexigua
Hexatoma perexigua är en tvåvingeart som beskrevs av Alexander 1942. Hexatoma perexigua ingår i släktet Hexatoma och familjen småharkrankar.
Artens utbredningsområde är Peru. Inga underarter finns listade i Catalogue of Life.